# France Aéro Service
France Aéro Service était une compagnie aérienne régionale française dite de 3e niveau, basée sur l'Aéroport de Toussus-le-Noble dans le département des Yvelines en Ile de France, effectuant du transport à la demande et des liaisons aériennes régulières mais en étant aussi station-service sur plusieurs aérodromes en France, agent exclusif français de Piper Aircraft et école de pilotage.

## Histoire
L'histoire commence en décembre 1947 avec la création par Jean Salis sur l'aérodrome de Toussus-le-Noble (Seine-et-Oise) de la "station service de l'aéroport de Toussus-Paris".
Rachetée début 1954 par Marcel Lhôte, cette station prendra le nom de "France Aéro Service" (F.A.S.).
F.A.S était associé à l'établissement "Tranchant-Mécanique" du groupe Tranchant appartenant à l'industriel Georges François Tranchant, lui-même pilote et passionné d'aviation.
Débute alors l'aventure dans plusieurs domaines aux fils des années.

### Station service et entretien des avions
L'activité première est l'entretien des avions (visite périodique, grande visite, magasin de pièces de rechange pour Cessna, Beechcraft ou Piper et atelier technique radio) sur l'aérodrome de Toussus-le-Noble.
Viendra ensuite celle de Rennes-Saint Jacques (01 juillet 1967), et Lille-Lesquin (1968),.

### Ecole de Pilotage
France Aéro Service commence son école de pilotage le 15 décembre 1961 avec environ 8 avions allant du Piper Vagabond, au Jodel D117, au Mousquetaire, aux Nord 1203, au Ryan Navion Rangemaster et aux Cessna 195.

### Agent exclusif France des avions Piper Aircraft
Depuis le 01 octobre 1965, France Aéro Service devenait le représentant exclusif des avions américains Piper Aircraft en France,,, avec des représentants sur le territoire pour la vente, l'entretien et le service après-vente comme Pic Aéronautique (Aéro-Pyrénées) à Perpignan, Fouré Lagadec Aviation au Havre ou Rectimo Aviation à Chambery.
Alain Cheftel était le directeur des ventes,.
24 Piper avaient été vendus en France par F.A.S. en 1966, 28 en 1967 et 29 en 1968.
Elle distribuera également les marques Lycoming (moteur), King International (radio) ou Sunair.
Le 10 mars 1973, un accord important était signé entre F.A.S. et Africair (représentant exclusif Piper Aircraft sur le sol africain, présidé par Mr Etienne Costa de "Continental Air Service" basée à Meaux-Esbly, représentant régional Piper Aircraft) permettant ainsi à F.A.S. de vendre des Piper en Afrique.

### Transport à la demande et régulier

Logo de la compagnie France Aéro Service

Enfin, F.A.S. effectuera des travaux aériens (baptême, promenade, photo dès avril 1971), du transport à la demande dit avion-taxi (en Piper Aztec, Piper Apache en seconde ligne en 1966 et en Piper Cheyenne en décembre 1975) et exploitera aussi des lignes régulières entre Paris (Toussus) et La Rochelle (1967) et Flers (1968).
Elle faisait partie de l'Association Nationale des transporteurs Aériens à la Demande (A.N.T.A.L.D) tout comme Air Affaires, Air Atlantique, Air Fret ou  Air Wasteels, Darta, Air Passaquay, Thalass Air, Nantes Aviation ou Euralair.

#### La ligne de la Rochelle
France Aéro Service se dira le "créateur de la ligne La Rochelle-Paris-La Rochelle". 
Elle exploitait la ligne dès juillet 1967' en Piper 23-250 Aztec de 05 places et transportait 100 passagers par mois.

#### La ligne de Flers
Dès mars 1968, la Chambre de commerce et d'industrie d'Alençon annonçait la création d'une ligne hebdomadaire entre Flers et Paris.
Le premier vol inaugural était réalisé le 18 avril 1968. Un Piper 23-250 Aztec de 05 places passagers (immatriculation N5429Y)  décollait de Toussus-le-Noble, effectuait une escale exceptionnelle à Alençon, chef lieu du département de l'Orne pour embarquer le Préfet Jean-Daniel Herrenschmidt et Hubert d’Andigné, le président du conseil départemental, puis redécollait pour l'aéroport de Flers.
La piste de l'aérodrome de Flers était encore en herbe. L'aérogare était neuve.
Dans la foulée, l’avion redécollait en direction de Paris avec un nouveau passager à bord, le député-maire de Flers Émile Halbout qui utilisait pour la première fois l’avion pour se rendre à l’Assemblée nationale.
Les vols ont perduré jusqu'à la fin de l'été 1968. Le billet était à 184 francs.
Avant la fin de la ligne, un crash a failli se produire lors d’un décollage de Flers  en raison d'une piste un peu trop courte et la prairie humide, le Piper monoplan a terminé sa course dans les barbelés de clôture de l'aérodrome. Les passagers s’en tirèrent avec une grosse frayeur.  
On reparlait d'un projet de reprise de la ligne en février 1970.

### La suite de l'aventure F.A.S.
France Aéro Service était devenue une filiale de la Société nationale industriel aérospatiale (SNIAS) en 1971,, actionnaire majoritaire, SNIAS devenu plus tard l'Aérospatiale (Airbus aujourd'hui).
Elle était en 1976, la plus ancienne société d'aviation basée sur Toussus.
Le groupe industriel aéronautique Bronzavia devenait l'actionnaire majoritaire le 01 octobre 1978, laissant la place à un niveau dirigeant, Maurice Lamit puis Jean-François Lamit et enfin dès 1993, à Olivier Lamit, tous devenus actionnaires de F.A.S dans le giron de la SNFA (Société nouvelle de fabrication Aéronautique) de Valenciennes.
En 1996, Maxime Laurent, entrepreneur dans le commerce automobile deviendra le nouveau patron de F.A.S.
En avril 2006, France Aero Service fusionne avec France Auto Garage et la "holding de Fompeyre, Lointrec et Sodium Pierre Méditerranée".
France Aéro Service absorbait France Aéro Garage et la holding puis en 2008, "Z immobilier" devenait l'actionnaire unique sans dissolution, société de Maxime Laurent.

## Le réseau
- La Rochelle - Paris.
- Flers - Paris.

## Flotte
La compagnie a eu en flotte:

### 1961
- 1 Piper PA-15 Vagabond
- 2 Nord 1203
- 1 Jodel D 117
- 1 Ryan Navion Rangemaster
- 1 Jodel D-140 Mousquetaire
- 2 Cessna 195

### 1972
- 1 Morane Saulnier MS 894 A
- 1 Piper PA-23-250,
- 1 Piper PA-140, 
- 1 Piper PA-28-180, 
- 1 Piper PA-28 R 200, 
- 1 Piper PA-30.
Apparaissent également le Piper PA-31 T Cheyenne (F-GAMP), le Cessna F 172 (F-GAQL), le Piper PA-28 R Cherokee (F-GATE), le Piper PA-32R Cherokee Lance (F-BXSM)  et le Ted Smith Aerostar 601P (F-GBBZ).